# Hamrin

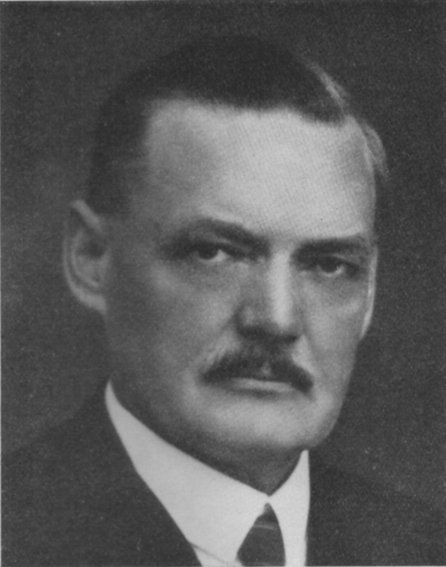
Felix Hamrin.

Hamrin är en tidningsmanna-, politiker- och företagarsläkt. Den härstammar från garvaren och läderhandlaren Carl Gustaf Petersson från Köping. 
I början av 1950-talet hade Folkpartiet samtidigt fyra riksdagsledamöter från familjen Hamrin: syskonen Ruth Hamrin-Thorell från Uppsala och Mac Hamrin från Kalmar, deras svåger Manne Ståhl från Karlstad och deras kusin Yngve Hamrin från Jönköping.
Medlemmar i släkten Hamrin äger Herenco, som fram till 2020 genom Hall Media äger ett flertal tidningar som utges i Småland och Västergötland.
Namnet Hamrin togs av Carl Gustaf Peterssons barn 1887 efter faderns mentor, garvaren och lokalpolitikern Lars Petter Hamrin i Sundsvall.
- Carl Gustaf Petersson, garvare och läderhandlare, gift med Maria Lovisa (1838–98), född Cedergren
  - Josef Hamrin, chefredaktör och företagsledare
    - Agne Hamrin, journalist
      - Harald Hamrin, journalist

    - Carl-Olof Hamrin, företagsledare och kommunalpolitiker
      - Christina Hamrin, journalist, gift med Stig Fredriksson, journalist och VD för Herenco
        - Lovisa Hamrin, företagsledare

    - Yngve Hamrin, journalist och politiker

  - Felix Hamrin, grosshandlare och politiker
    - Ruth Hamrin-Thorell, journalist och politiker
    - Jessie Ståhl, gift med Manne Ståhl, journalist och politiker
    - Mac Hamrin, politiker
      - Lars Hamrin, politiker

  - Abdon Efraim Hamrin (1876–1953)
    - Folke Hamrin, skådespelare

Till en helt annan Hamrinsläkt hör dock skådespelaren Ossian Hamrin (1855–1907) och hans bror lantmätaren Johan Hamrin (1869–1930).